# 社員
社員（しゃいん）とは、以下の2つの意味がある。
- 社団の構成員。会社の場合は出資者（株式会社においては株主）。
- 会社企業における従業員（じゅうぎょういん）、特に狭義として正規労働者である正社員の通俗的な呼称。または、特定の会社職制における地位の呼称[1][2][3]。

## 法的な概念としての社員
法的な概念としての社員（英: member）は社団の構成員のことをいう。社団の種類によって異なる表現が用いられる。例えば、「株主（英: shareholder）」（株式会社の場合）、「会員」、「組合員」のように呼ぶ。また、一般社団法人、公益社団法人、持分会社（合名会社、合資会社、合同会社）、相互会社、特定目的会社、投資法人、士業法人（監査法人、弁護士法人等）、権利能力なき社団などの構成員は法律上の用語としても社員という。
社員の権利は、自益権、共益権、単独社員権、少数社員権に分類できる。社団の種類（営利、非営利）や社員の種類（種類株式）によって付与されない権利もあるが、自益権である剰余金の配当を受ける権利並びに残余財産の分配を受ける権利、および共益権である社員総会や株主総会における議決権のうち少なくとも一つの権利を有する。持分会社の社員の場合は、出資した口数に応じて、会社に対して法律上の地位としての持分を有する。会社の種類により、出資額を限度として責任を負う有限責任社員、無限の責任を負う無限責任社員が構成員、またその両方が構成員となる場合がある。
国家を一種の社団と解するならば、国民はその社員と解されることになる。
いずれも当該社団について最終的な決定権限を原則として与えられている点が特徴であり、特に営利性を有する社団法人においては、エクイティホルダーとしての性質を有するのが特徴である。

### 業務執行社員
持分会社の社員で、定款で業務執行権限を制限されていない者をいう。株式会社の社員（株主）には、業務執行権限はない。
持分会社の社員は法人でもなれるが、業務執行社員となる場合は職務執行者を選任し、他の社員に氏名と住所を通知しなければならない（会社法598条）。代表社員が法人の場合のみ、職務執行者の氏名と住所が登記事項となる。

### 相互会社における社員
生命保険会社に多く見られた相互会社においては、顧客たる保険契約者が出資者（社員）として扱われる。株主総会に相当する総代会は、社員（契約者）の中から選出される総代によって執り行われる。

### NPOの社員
特定非営利活動促進法(NPO法)における非営利団体の社員は総会での意思決定に参加する権利のある者であり、従業員（職員）とは異なる

## 通俗的な用語としての社員
| 雇用形態                           | 万人  |
| ---------------------------------- | ----- |
| 役員                               | 335   |
| 期間の定めのない労働契約           | 3,728 |
| 1年以上の有期契約                  | 451   |
| 1か月～1年未満の有期契約（臨時雇） | 763   |
| 1か月未満の有期契約（日雇い）      | 15    |
| 期間がわからない                   | 239   |

通俗的な用法では法律上の意味と関わりなく、会社の従業員（じゅうぎょういん）を指す。国語辞書ではこれが第一義となっている場合が多い。役員は通例として除外されるが、広義の俗称としては包含される場合もある（日本においては従業員の地位を兼務する役員は決して少くない）。
官公庁や士業事務所、財団法人、社団法人等の非営利団体に雇用される労働者は職員（しょくいん）と称されることが多く、労働者の俗称として「社員」と称することは稀である。
従業員は人的・物的な資源から構成された組織（すなわち通俗的な用法での会社）の構成員として定義され、法律上は「労働者」「被用者」「被雇用者」「商業使用人」と呼ばれる。法的な意味においての会社・法人の構成員たる社員とは区別されるが、従業員持株会等により勤務先の株式会社の株式を保有することで、同一人物が両方の定義を同時に満たす（従業員かつ株主）事例はあり得る。
なお、社員と言う語は、勤務先を前置して「○○の社員」としたり、「我が社の社員」「同じ社員同士」「よその社員」「社員食堂」「社員専用」などのように、特定の会社を基準にした限定した範囲を指し示す事が多い。職業の区分として、民間企業に勤務している者全般を指す言葉としては、会社員と言うことが多い。
この中で、正規雇用者を「正社員」、非正規雇用者を「非正社員」などと呼び分ける例も多い。単に社員と言った場合には正社員を指し、非正社員・非正規雇用者を「社員」から除外する用例も多く見られる。

### 従業員の主な雇用形態
- 無期雇用
  - フルタイム労働者
  - パートタイム労働者
  - 派遣労働者（常用型派遣）
- 有期雇用
  - フルタイム労働者
  - パートタイム労働者
  - 派遣労働者（登録型派遣）

## モンスター社員
モンスター社員とは、会社などに対して理不尽な要求をしたり、常識外れの態度で周囲を振り回して迷惑をかけ、会社や上司などが対応に苦慮する社員を指す。
モンスター社員のうち、主に若年層における「日本的な労働価値観に反感を覚える社会人としての自覚やモラルなどの欠ける者」は、社会保険労務士である田北百樹子（たきた ゆきこ）は、「シュガー社員」と名づけている。そして、上司の場合は(元・東京慈恵会医科大学精神科教授の牛島定信と筑波大学社会医学系教授の松崎一葉によって) 「クラッシャー上司」と称されている。「人格が未成熟であり、極めて高いプライドを持つ反面、精神的に傷つきやすく気の小さい人物」に多いと分析されている。

## お局
お局（おつぼね）は、会社などの職場を仕切る古参の女性社員を意し「意地悪」かつ「口うるさい」「独身」「職場で強い影響力」「同僚や後輩に対して口調や態度がきつい人」などの否定的ニュアンスを含んだ俗語としても用いられる。 ただし、既婚お局様も存在する。ワーキングママとなった女性らが、独身お局様から攻撃を開始され、男性上司など男性社員よりも子育てママ労働者に理解が無いために「女の敵は女かも」と思う事態が起きてきた。 主に職場のベテラン女性社員のうち、口調・態度・性格がきつい人、ちやほやされることを好む傾向にある。そのため、若い女子社員に嫉妬し、思い通りに事が運ばないと怒り狂ってくる『(職場の)陰の支配者』である。。
「お局」という言葉自体は、宮中や江戸時代の大奥など、局（つぼね:仕切りで隔てた個室）を与えられた地位の高い女官（女中）に対して、古くから使われているものである。しかし、1989年に地上波放送された大原麗子出演のドラマ作品『春日局』が切っ掛けとなり、同年から全国で流行語的に用いられたのを機に俗語として広まった。現在は年季の入った女性社員やOLの中でそういった煩わしい存在を陰で嘲ったり侮蔑する際に使われることが多く、お局様という丁寧な言い回しも使われるが意味自体に差異はない。
この「お局」に関しては「会社内での人間関係によるトラブルが後を絶たない」といった問題もあり、現時点では全国の会社がその問題に対し社規に基づく対応が間に合わず終いである点が目立ち気味となっている。 女性職場の中でも、例として看護師の現場では、お局看護師は長年問題になっている。